# Laura Fusetti
Laura Fusetti (Segrate, 8 ottobre 1990) è un'ex calciatrice italiana di ruolo difensore, team manager del Milan Primavera.
In carriera ha giocato col Tradate Abbiate, per otto anni col Como 2000, una stagione col Brescia e sei anni col Milan, disputando più di 250 partite in Serie A. Tra il 2017 e il 2020 ha giocato 7 partite con la maglia della nazionale italiana.

## Carriera

### Club
Ha cominciato a giocare a calcio insieme ai maschi nella Carcor, la squadra dell'oratorio di Rescaldina. A tredici anni decide di trasferirsi nella squadra femminile del Tradate Abbiate. Nel 2009 è passata al Como 2000 dove negli ultimi anni veste la fascia di capitano.
Nell'estate 2017 viene ufficializzato il suo passaggio al Brescia per la stagione 2017-2018, dandole così l'opportunità di fare il suo debutto in UEFA Women's Champions League. Con le Leonesse ha vinto la Supercoppa italiana 2017.
Dopo la breve esperienza al Brescia, l'estate successiva è stata ingaggiata dal Milan, che aveva acquistato il titolo sportivo di Serie A proprio dal Brescia. Ha giocato con la squadra rossonera per le successive sei stagioni, diventando un punto di riferimento in difesa e per le compagne, nonché prima calciatrice a raggiungere le 100 presenze con la maglia del Milan il 7 maggio 2022, in occasione della vittoria del derby con l'Inter per 3-0. L'ultima partita del campionato di Serie A 2023-2024, vinta sulla Sampdoria, è stata anche la sua ultima partita da calciatrice prima dell'annuncio del ritiro.
Dopo il ritiro dal calcio giocato le è stato affidato il ruolo di team manager della squadra primavera del Milan.

### Nazionale
Fusetti inizia ad essere convocata dalla Federazione Italiana Giuoco Calcio (FIGC) dal 2008, inserita in rosa come titolare dal tecnico Corrado Corradini nella formazione Under-19 che vede le Azzurrine dell'Under-19 conquistare il primo titolo Europeo all'edizione di Francia 2008. La squadra, già classificatasi al primo posto nel gruppo 4 al primo turno e al secondo, dietro alla Norvegia nel gruppo 5 nel secondo, nella fase finale si porta al primo posto del girone A, frutto di due vittorie, con Norvegia e Francia e una sola ininfluente sconfitta per 3-0, con la Spagna, superando la Svezia per 4-0 in semifinale e ancora la Norvegia per 1-0 in finale grazie al rigore siglato al 71' da Alice Parisi.
.
Per approdare alla nazionale maggiore deve attendere il 2017, quando l'allora Commissario tecnico Antonio Cabrini la inserisce nella lista delle 28 atlete convocate allo stage al centro tecnico di Coverciano in preparazione dell'edizione di quell'anno della Cyprus Cup. Pur non avendola ancora fatta esordire in maglia azzurra, Cabrini continua a convocarla anche in occasione dell'Europeo dei Paesi Bassi 2017 dove rimane a disposizione, senza scendere in campo, nei tre incontri del gruppo B prima dell'eliminazione dal torneo.
Con l'avvicendamento sulla panchina della nazionale di Milena Bertolini, Fusetti viene nuovamente convocata in più occasioni facendo il suo esordio il 22 gennaio 2019, nell'amichevole vinta sul Galles per 2-0 rilevando nel secondo tempo Elena Linari, scendendo in campo anche durante la fase a gironi della Cyprus Cup 2019, negli incontri vincenti del gruppo B per 3-0 con l'Ungheria e 4-1 con la Thailandia, e condividendo con le compagne l'accesso alla seconda finale consecutiva dell'Italia nel torneo, dovendo cedere il trofeo alla Corea del Nord solo ai tiri di rigore.

## Statistiche

### Presenze e reti nei club
Statistiche aggiornate al 18 maggio 2024.
| Stagione               | Squadra                | Campionato             | Campionato | Campionato | Coppe nazionali | Coppe nazionali | Coppe nazionali | Coppe internazionali | Coppe internazionali | Coppe internazionali | Altre coppe | Altre coppe | Altre coppe | Totale | Totale |
| Stagione               | Squadra                | Comp                   | Pres       | Reti       | Comp            | Pres            | Reti            | Comp                 | Pres                 | Reti                 | Comp        | Pres        | Reti        | Pres   | Reti   |
| ---------------------- | ---------------------- | ---------------------- | ---------- | ---------- | --------------- | --------------- | --------------- | -------------------- | -------------------- | -------------------- | ----------- | ----------- | ----------- | ------ | ------ |
| 2006-2007              | Tradate Abbiate        | A2                     | ?          | ?          | CI              | ?               | ?               | -                    | -                    | -                    | -           | -           | -           | ?      | ?      |
| 2007-2008              | Tradate Abbiate        | A2                     | 16         | 0          | CI              | ?               | ?               | -                    | -                    | -                    | -           | -           | -           | 16     | 0      |
| 2008-2009              | Tradate Abbiate        | A2                     | 3          | 0          | CI              | ?               | ?               | -                    | -                    | -                    | -           | -           | -           | 3      | 0      |
| Totale Tradate Abbiate | Totale Tradate Abbiate | Totale Tradate Abbiate | 19         | 0          |                 | ?               | ?               |                      | -                    | -                    |             | -           | -           | 19+    | 0+     |
| 2009-2010              | Como 2000              | A2                     | 22         | 0          | CI              | ?               | ?               | -                    | -                    | -                    | -           | -           | -           | 22+    | 0+     |
| 2010-2011              | Como 2000              | A2                     | 22+1       | 1          | CI              | ?               | ?               | -                    | -                    | -                    | -           | -           | -           | 23+    | 1+     |
| 2011-2012              | Como 2000              | A                      | 25         | 0          | CI              | ?               | ?               | -                    | -                    | -                    | -           | -           | -           | 25+    | 0+     |
| 2012-2013              | Como 2000              | A                      | 29         | 4          | CI              | ?               | ?               | -                    | -                    | -                    | -           | -           | -           | 29+    | 4+     |
| 2013-2014              | Como 2000              | A                      | 29         | 0          | CI              | 3               | 0               | -                    | -                    | -                    | -           | -           | -           | 32     | 0      |
| 2014-2015              | Como 2000              | A                      | 26         | 2          | CI              | ?               | ?               | -                    | -                    | -                    | -           | -           | -           | 26+    | 2+     |
| 2015-2016              | Como 2000              | B                      | 22         | 5          | CI              | ?               | ?               | -                    | -                    | -                    | -           | -           | -           | 22+    | 5+     |
| 2016-2017              | Como 2000              | A                      | 21+1       | 4          | CI              | 2               | 1               | -                    | -                    | -                    | -           | -           | -           | 24     | 5      |
| Totale Como 2000       | Totale Como 2000       | Totale Como 2000       | 199        | 15         |                 | 5+              | 1+              |                      | -                    | -                    |             | -           | -           | 204+   | 16+    |
| 2017-2018              | Brescia                | A                      | 22+1       | 0          | CI              | 7               | 0               | UWCL                 | 4                    | 0                    | SI          | 1           | 0           | 35     | 0      |
| 2018-2019              | Milan                  | A                      | 21         | 1          | CI              | 5               | 0               | -                    | -                    | -                    | -           | -           | -           | 26     | 1      |
| 2019-2020              | Milan                  | A                      | 15         | 0          | CI              | 1               | 0               | -                    | -                    | -                    | -           | -           | -           | 16     | 0      |
| 2020-2021              | Milan                  | A                      | 20         | 0          | CI              | 7               | 0               | -                    | -                    | -                    | SI          | 1           | 0           | 28     | 0      |
| 2021-2022              | Milan                  | A                      | 21         | 0          | CI              | 6               | 0               | UWCL                 | 2                    | 0                    | SI          | 2           | 0           | 31     | 0      |
| 2022-2023              | Milan                  | A                      | 22         | 1          | CI              | 2               | 1               | -                    | -                    | -                    | -           | -           | -           | 24     | 2      |
| 2023-2024              | Milan                  | A                      | 8          | 0          | CI              | 2               | 1               | -                    | -                    | -                    | -           | -           | -           | 10     | 1      |
| Totale Milan           | Totale Milan           | Totale Milan           | 107        | 2          |                 | 23              | 2               |                      | 2                    | 0                    |             | 3           | 0           | 135    | 4      |
| Totale carriera        | Totale carriera        | Totale carriera        | 348+       | 17+        |                 | 34+             | 3+              |                      | 6                    | 0                    |             | 4           | 0           | 392+   | 20+    |

### Cronologia presenze e reti in nazionale
| Cronologia completa delle presenze e delle reti in nazionale ― Italia | Cronologia completa delle presenze e delle reti in nazionale ― Italia | Cronologia completa delle presenze e delle reti in nazionale ― Italia | Cronologia completa delle presenze e delle reti in nazionale ― Italia | Cronologia completa delle presenze e delle reti in nazionale ― Italia | Cronologia completa delle presenze e delle reti in nazionale ― Italia | Cronologia completa delle presenze e delle reti in nazionale ― Italia | Cronologia completa delle presenze e delle reti in nazionale ― Italia |
| Data                                                                  | Città                                                                 | In casa                                                               | Risultato                                                             | Ospiti                                                                | Competizione                                                          | Reti                                                                  | Note                                                                  |
| --------------------------------------------------------------------- | --------------------------------------------------------------------- | --------------------------------------------------------------------- | --------------------------------------------------------------------- | --------------------------------------------------------------------- | --------------------------------------------------------------------- | --------------------------------------------------------------------- | --------------------------------------------------------------------- |
| 22-1-2019                                                             | Cesena                                                                | Italia                                                                | 2 – 0                                                                 | Galles                                                                | Amichevole                                                            | -                                                                     | 46’                                                                   |
| 1-3-2019                                                              | Larnaca                                                               | Ungheria                                                              | 0 – 3                                                                 | Italia                                                                | Cyprus Cup 2019 - 1º turno                                            | -                                                                     | 60’                                                                   |
| 4-3-2019                                                              | Larnaca                                                               | Italia                                                                | 4 – 1                                                                 | Thailandia                                                            | Cyprus Cup 2019 - 1º turno                                            | -                                                                     |                                                                       |
| 4-10-2019                                                             | Ta' Qali                                                              | Malta                                                                 | 0 – 2                                                                 | Italia                                                                | Qual. Euro 2022                                                       | -                                                                     |                                                                       |
| 8-11-2019                                                             | Benevento                                                             | Italia                                                                | 6 – 0                                                                 | Georgia                                                               | Qual. Euro 2022                                                       | -                                                                     | 30’                                                                   |
| 12-11-2019                                                            | Castel di Sangro                                                      | Italia                                                                | 5 – 0                                                                 | Malta                                                                 | Qual. Euro 2022                                                       | -                                                                     |                                                                       |
| 1-12-2020                                                             | Viborg                                                                | Danimarca                                                             | 0 – 0                                                                 | Italia                                                                | Qual. Euro 2022                                                       | -                                                                     |                                                                       |
| Totale                                                                |                                                                       | Presenze                                                              | 7                                                                     |                                                                       | Reti                                                                  | 0                                                                     |                                                                       |

## Palmarès

### Club
- Supercoppa italiana: 1

Brescia: 2017

### Nazionale
- Campionato d'Europa under 19: 1

2008